# Ibsen Sitat

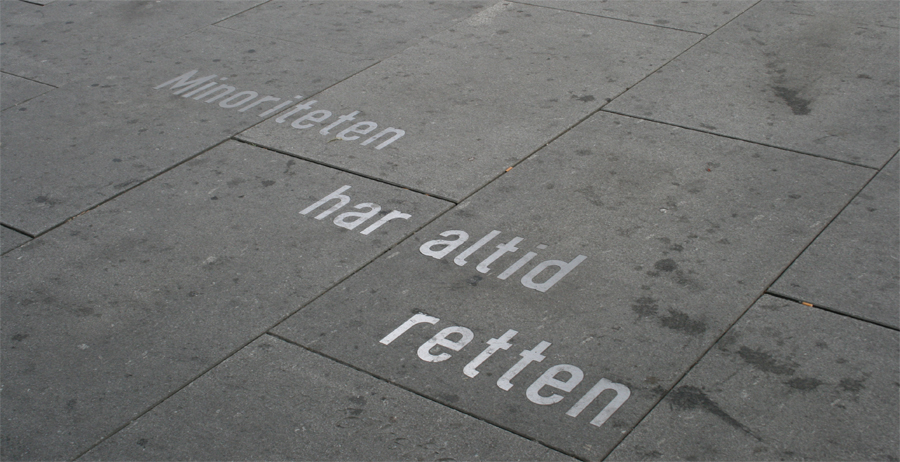
Citat ur En folkefiende

Ibsen Sitat är ett konstverk på Karl Johans gate i Oslo från 2005–2008. Konstverket består av 69 citat av Henrik Ibsen som är skrivna med 3 583 stålbokstäver på den väg som Ibsen brukade gå mellan hemmet på Arbins gate och Grand Café. Konstnärer är FA+, som består av Ingrid Falk och Gustavo Aguerre.